# 3158 Anga
3158 Anga è un asteroide della fascia principale. Scoperto nel 1976, presenta un'orbita caratterizzata da un semiasse maggiore pari a 2,5488271 UA e da un'eccentricità di 0,1031349, inclinata di 14,56959° rispetto all'eclittica.
L'asteroide prende il nome dall'omonimo villaggio siberiano, che diede i natali agli etnografi russi Ivan Evseevič Veniaminov (1797-1879) e Afanasij Prokof'evič Ščapov (1831-1876).